# Gafanhoto-de-coqueiro
O gafanhoto-de-coqueiro (Eutropidacris cristata) é um gafanhoto de ampla distribuição no Brasil. Tais insetos medem até 110 mm de comprimento e apresentam asas anteriores verde-pardacentas e posteriores verde-azuladas. Costumam atacar vários tipos de culturas, dentre as quais se destacam a de abacate, algodão e mandioca. Também são conhecidos pelos nomes de gafanhotão e tucurão.
Os insetos não oferecem risco à saúde da população, mas que as pessoas precisam ter cuidado ao pegar os bichos porque eles têm uma espécie de espinhos nas patas, usados contra predadores.